# Tutuba (langue)
Pour les articles homonymes, voir Tutuba.
Le tutuba est une langue océanienne parlée au Vanuatu par 500 locuteurs à Tutuba et au sud-est d’Espiritu Santo. Il est proche de l’aore et du malo.